# Gaussia maya
Espèce
Synonymes
- Opsiandra maya O. F. Cook[2]
- Opsiandra maya O.F.Cook[1]

Statut de conservation UICN

 VU D2 : Vulnérable
Gaussia maya est une espèce de plantes de la famille des Arecaceae.

## Publication originale
- Systematic Botany 11(1): 152–153, f. 9–12, 20–22. 1986. (28 Feb 1986)